# Predajná
Predajná es un municipio del distrito de Brezno en la región de Banská Bystrica, Eslovaquia, con una población estimada a final del año 2024 de 1265 habitantes.
Se encuentra ubicado al noreste de la región, cerca del curso alto del río Hron —un afluente izquierdo del Danubio— y de la frontera con las regiones de Žilina y Prešov.

## Demografía
| Año        | 1994 | 2004    | 2014    | 2024    |
| ---------- | ---- | ------- | ------- | ------- |
| Población  | 1272 | 1384    | 1338    | 1265    |
| Diferencia |      | +8,80 % | −3,32 % | −5,45 % |

| Año        | 2023 | 2024    |
| ---------- | ---- | ------- |
| Población  | 1291 | 1265    |
| Diferencia |      | −2,01 % |